# Sopwith Swallow
Sopwith Swallow là một loại máy bay tiêm kích của Anh trong Chiến tranh thế giới I.

## Tính năng kỹ chiến thuật (Swallow)
Dữ liệu lấy từ War Planes of the First World War: Volume Three Fighters
Đặc tính tổng quát
- Kíp lái: 1
- Chiều dài: 18 ft 9 in (5,72 m)
- Sải cánh: 28 ft 10 in (8,79 m)
- Chiều cao: 10 ft 2 in (3,10 m)
- Diện tích cánh: 160 foot vuông (15 m2)
- Trọng lượng rỗng: 889 lb (403 kg)
- Trọng lượng có tải: 1.420 lb (644 kg)
- Động cơ: 1 × Le Rhône 9J , 110 hp (82 kW)

Hiệu suất bay
- Vận tốc cực đại: 113,5 mph (183 km/h; 99 kn) trên độ cao 10.000 ft (3.050 m)
- Trần bay: 18.500 ft (5.639 m)

Vũ khí trang bị

- Súng: 2× Súng máy Vickers .303 in